# Джапо, Ян
Ян Джапо (словен. Jan Đapo; род. 17 сентября 2002, Брежице) — словенский футболист, защитник махачкалинского «Динамо».

## Клубная карьера
Джапо — воспитанник клубов «Брежице 1919», «Кршко» и «Крка». 20 марта 2021 года в матче против «Доба» он дебютировал во Втором дивизионе Словении в составе последних. 5 ноября в поединке против «Приморье» Ян забил свой первый гол за «Крка». В 2022 году игрок на правах аренды перешёл в «Муру», но так и не дебютировал за клуб.
В 2023 году Джапо перешёл в «Домжале». 22 июля в матче против «Муры» он дебютировал в чемпионате Словении. 30 июля в поединке против «Браво» Ян забил свой первый гол за «Домжале». 
24 июля 2024 года подписал долгосрочный контракт с махачкалинским «Динамо». Дебютировал за клуб 1 августа, выйдя в основном составе в домашнем кубковом матче против «Крыльев Советов».

## Карьера в сборной
С сентября 2023 года выступает за молодёжную сборную Словении.

## Клубная статистика
| Выступление        | Выступление      | Выступление      | Чемпионат | Чемпионат | Кубки | Кубки | Еврокубки | Еврокубки | Итого | Итого |
| Клуб               | Лига             | Сезон            | Игры      | Голы      | Игры  | Голы  | Игры      | Голы      | Игры  | Голы  |
| ------------------ | ---------------- | ---------------- | --------- | --------- | ----- | ----- | --------- | --------- | ----- | ----- |
| Крка               | Вторая лига      | 2020/21          | 1         | 0         | 0     | 0     | —         | —         | 1     | 0     |
| Крка               | Вторая лига      | 2021/22          | 16        | 0         | 1     | 0     | —         | —         | 17    | 0     |
| Крка               | Вторая лига      | → 2021/22        | 8         | 0         | —     | —     | —         | —         | 8     | 0     |
| Крка               | Вторая лига      | → 2022/23        | 21        | 2         | 0     | 0     | —         | —         | 21    | 2     |
| Крка               | Итого            | Итого            | 46        | 2         | 1     | 0     | —         | —         | 47    | 2     |
| Домжале            | Первая лига      | 2023/24          | 31        | 3         | 1     | 0     | 1         | 0         | 33    | 3     |
| Домжале            | Итого            | Итого            | 31        | 3         | 1     | 0     | 1         | 0         | 33    | 3     |
| Динамо (Махачкала) | Премьер-лига     | 2024/25          | 16        | 1         | 7     | 1     | —         | —         | 23    | 2     |
| Динамо (Махачкала) | Итого            | Итого            | 16        | 1         | 7     | 1     | —         | —         | 23    | 2     |
| Всего за карьеру   | Всего за карьеру | Всего за карьеру | 93        | 6         | 9     | 1     | 1         | 0         | 103   | 7     |

1. ↑  Кубок Словении, Кубок России.
2. ↑  Квалификация Лиги конференций УЕФА.